# David Lloyd (tennista)
David Lloyd (Leigh-on-Sea, 3 gennaio 1948) è un ex tennista britannico.
È fratello di John Lloyd, anch'egli tennista.

## Carriera
In carriera ha vinto nel circuito maggiore un titolo di doppio alla Dewar Cup nel 1976 in coppia con il fratello John, battendo in finale John Feaver e John James per 6-4, 3-6, 6-2.
Nei tornei del Grande Slam ha ottenuto il suo miglior risultato raggiungendo le semifinali di doppio al Torneo di Wimbledon 1973.
In Coppa Davis ha disputato 19 incontri, vincendone 9 e perdendone 10.

## Statistiche

### Doppio

#### Vittorie (1)
| Numero | Anno | Torneo            | Superficie | Compagno   | Avversari in finale    | Punteggio     |
| 1.     | 1976 | Dewar Cup, Londra | Sintetico  | John Lloyd | John Feaver John James | 6-4, 3-6, 6-2 |